# Ambasada Wybrzeża Kości Słoniowej w Berlinie
Ambasada Wybrzeża Kości Słoniowej w Berlinie – misja dyplomatyczna Republiki Wybrzeża Kości Słoniowej w Republice Federalnej Niemiec.
Ambasador Republiki Wybrzeża Kości Słoniowej w Berlinie oprócz Republiki Federalnej Niemiec akredytowany jest również w Republice Czeskiej i Rzeczypospolitej Polskiej.